# Le Cid (téléfilm)
Pour les articles homonymes, voir Le Cid.

Le Cid est un téléfilm français de Roger Iglésis, diffusé le samedi 24 février 1962 sur RTF. Il s'agit de l'adaptation filmée de la pièce-homonyme (1636) de Pierre Corneille.

## Fiche technique
- Réalisateur : Roger Iglésis
- Auteur : Pierre Corneille
- Décors : Jacques Lys
- Costumes : Rosine Delamare
- Directeur de la Photographie : Jacques Lemare
- Musique : Delerue

## Distribution
- Simone Rieutor : Chimène
- Christiane Carpentier : Elvire
- France Descaut : l'Infante
- Maria Tamar : Leonor
- René Arrieu : Le comte Gormas
- Michel Etcheverry : Don Diègue
- Robert Moncade : Arrias
- Robert Etcheverry : Rodrigue
- Jean-Claude Brunel : Le Page
- Pierre Asso : Dom Fernand
- Hubert Noël : Don Sanche
- Pierre Nègre : Don Alonzo

## Sources
- Télé 7 Jours, no 101 du 24 février 1962